# 喜劇 駅前茶釜
『喜劇 駅前茶釜』（きげき えきまえちゃがま）は、1963年7月13日に東宝系で公開された日本映画。カラー。東宝スコープ。東京映画作品。95分。
キャッチコピーは「狸が捲き起こす笑いの渦巻! 茶釜をめぐる化かし合い大型喜劇」。

## 概要
『駅前シリーズ』第6作。本作は『文福茶釜』からヒントを得、駅前の「呑福寺」（のんふくじ）という寺に伝わる「呑福茶釜」という茶釜を巡っての内容となっている。その駅は劇中では「呑福寺前駅」となっていたが、これは恐らく「呑福寺」のモデルとなった「茂林寺」の近くにある茂林寺前駅（東武伊勢崎線）と思われる。
話の筋の一つに「狸」があるためか、徳之助（森繁久彌）の夢のシーンでは、中尾ミエが狸御殿で歌を披露する場面が有り、あたかも大映などで公開された『狸御殿』を思わせる。また三木のり平演じる狸が人間に化ける場面は、往年ののり平主演作『孫悟空』（監督：山本嘉次郎）を連想させる。
前作での王貞治に引き続き、本作ではプロレスラーのジャイアント馬場がゲスト出演したが、王のような本人役ではなく、町人の役である。
『喜劇 駅前団地』以来シリーズを5作監督した久松静児は、本作でシリーズを離れ、次作『喜劇 駅前女将』からは佐伯幸三が担当する。
なお、1963年に公開された『駅前シリーズ』は、本作のみである。

## スタッフ
- 製作：佐藤一郎、金原文雄
- 脚本：長瀬喜伴
- 監督：久松静児
- 撮影：黒田徳三
- 録音：原島俊男
- 整音：西尾昇
- 照明：今泉千仭
- 美術：小野千滋
- 音楽：広瀬健次郎
- 編集：広瀬千鶴
- 助監督：松本あきら
- 現像：東京現像所
- 振付：水木歌澄
- 踊り：水木くれない会
- 製作担当者：大久保欣四郎

## 出演者
- 森田徳之助：森繁久彌
- 日孫和尚：伴淳三郎
- 三室勘次：フランキー堺
- おけいさま：淡島千景
- お藤：淡路恵子
- 芸者・染太郎：池内淳子
- 寺の娘・さつき：若林映子
- 床屋の娘・みどり：横山道代
- 扇屋の女中・みつ：小桜京子
- 「狸」：三木のり平
- 石山五郎：有島一郎
- 中山ミエ：中尾ミエ
- 三林巡査：加東大介
- 大原庄平：ジャイアント馬場
- 花山久蔵：石田茂樹
- 床屋の親父・宗助：渡辺篤
- 「菊の間」の女将・金太郎：沢村貞子
- 扇屋の女将・おたま：秋好光果
- 小坊主日通：羽柴久
- ヘアピンの三五郎：山茶花究
- 神主：左卜全
- 青山太郎：立原博
- バスガール：古池みか
- 芸者A：岩倉高子
- 芸者B：村松恵子
- 八百屋の幸ちゃん：加藤春哉
- 狸屋の旦那：織田政雄
- 勘次の助手：熊吉立岡

## 同時上映
『日本一の色男』
- 脚本：笠原良三／監督：古澤憲吾／主演：植木等
- 『日本一』シリーズの第1作。

## 参考資料
- 「銀幕の天才 森繁久彌」（ワイズ出版） 71頁 2003年
- キネマ旬報